# Buchillon
Buchillon je obec na jihozápadě Švýcarska, v okrese Morges v kantonu Vaud. Žije zde 651 obyvatel.

## Geografie
Buchillon leží v nadmořské výšce 398 m, vzdušnou čarou 7 km jihozápadně od okresního města Morges. Bývalá zemědělská vesnice se nachází na terase východně od řeky Aubonne, v panoramatické poloze asi 30 metrů nad hladinou Ženevského jezera.
Území obce o rozloze 2,1 km² zahrnuje část severního břehu Ženevského jezera. Území obce se rozkládá od úzkého pruhu pobřeží směrem na sever až k Buchillonské terase, kde se nachází nejvyšší bod obce ve výšce 410 m n. m. V této oblasti se nachází také několik obcí, které se nacházejí na sever od Ženevského jezera. Východní hranici tvoří potok Ruisseau des Chenaux, na západě území zasahuje až k toku řeky Aubonne, která v průběhu času vybudovala u svého ústí do Ženevského jezera náplavový kužel. K Buchillonu patří také východní část oblasti Chanivaz - Delta de l’Aubonne, která byla vyhlášena přírodní rezervací národního významu.
V roce 1997 tvořila 25 % rozlohy obce zastavěná plocha, 32 % lesy a lesní porosty, 41 % zemědělství a něco málo přes 2 % neproduktivní půda.
K Buchillonu patří několik rodinných domů, vesnice Grands Bois (405 m n. m.) na terase východně od údolí Aubonne a statek Chanivaz (378 m n. m.) na aluviálním vějíři Aubonne. Sousedními obcemi Buchillonu jsou Saint-Prex, Etoy a Allaman.

## Historie
Území obce bylo osídleno velmi brzy, což dokládají pozůstatky osady u jezera, dýka a hroty kopí. Z římské doby se dochovaly také pozůstatky. Vesnice Chanivaz je v listinách poprvé zmiňována v roce 1228 pod názvem Chanliva; ve středověku byla větší a významnější osadou než Buschillion, který je poprvé zmiňován v roce 1339.
Buchillon patřil pánům z Aubonne a ve středověku dosáhl určitého rozkvětu díky celnímu středisku u mostu přes řeku Aubonne. Po dobytí Vaudu Bernem v roce 1536 přešel Buchillon pod správu panství Morges s vrchnostenským úřadem Allaman. Po pádu Staré konfederace patřila obec v letech 1798–1803 v období helvétského soustátí ke kantonu Léman, který byl poté po vstupu v platnost Ústavy o zprostředkování sloučen s kantonem Vaud. V roce 1798 byla obec přiřazena nejprve k okresu Aubonne, od roku 1803 pak k okresu Morges.

## Obyvatelstvo
| Rok            | 1850 | 1900 | 1910 | 1930 | 1950 | 1960 | 1970 | 1980 | 1990 | 2000 |
| Počet obyvatel | 176  | 203  | 214  | 201  | 235  | 284  | 384  | 454  | 506  | 604  |

Z celkového počtu obyvatel je 82,0 % francouzsky mluvících, 7,5 % německy mluvících a 3,3 % anglicky mluvících (stav v roce 2000). V roce 1850 měl Buchillon 176 obyvatel a v roce 1900 203 obyvatel. Od roku 1960 (284 obyvatel) počet obyvatel rychle roste, během 40 let se zdvojnásobil.

## Hospodářství
Až do poloviny 20. století byl Buchillon převážně zemědělskou obcí. I dnes hraje zemědělství a vinařství (zejména na jižním svahu pod centrem obce) stále určitou roli ve struktuře zaměstnanosti obyvatelstva. Další pracovní místa jsou k dispozici v místních malých podnicích a především v sektoru služeb. V posledních desetiletích se obec díky své atraktivní poloze rozvinula v rezidenční obec. Mnoho pracujících proto dojíždí za prací do větších měst podél Ženevského jezera.

## Doprava
Obec má dobré dopravní spojení. Leží na hlavní silnici č. 1 vedoucí ze Ženevy podél břehu jezera do Lausanne. Dálniční křižovatka Aubonne na dálnici A1 (Ženeva–Lausanne), která byla otevřena v roce 1964, je vzdálena asi 2 km od obce. Zastávka Etoy na úseku železniční trati Lausanne–Ženeva z Morges do Coppet, která byla otevřena 14. dubna 1858, se nachází těsně za obcí. Obec je napojena na síť veřejné dopravy prostřednictvím linky Postbusu, která jezdí ze zastávky Etoy přes Buchillon do Aubonne.